# Józef Lipkowski
Józef Lipkowski ps. Jastroń (ur. 24 listopada 1863 w Rososzu na Podolu, zm. 3 maja 1949 w Przedborzu) – polski inżynier, wynalazca, konstruktor, działacz emigracyjny, pisarz i poeta, generał brygady Wojska Polskiego.

## Działalność polityczna, społeczna i gospodarcza
Studiował różne dziedziny przemysłu w Paryżu i Petersburgu. W 1885 ukończył politechnikę École Centrale w Paryżu. W 1912 pełnił funkcję doradcy sztabu armii bułgarskiej podczas wojny bałkańskiej. W czasie I wojny światowej przebywał we Francji, będąc ekspertem rządu francuskiego do spraw uzbrojenia i prowadząc kampanię propagandową na rzecz niepodległości Polski.
W 1910 był współzałożycielem Stowarzyszenia Artystów i Pisarzy Polskich oraz, w 1917, wraz ze Stanisławem Ziembińskim, Stowarzyszenia Inżynierów i Techników Polskich we Francji (fr. Association des Ingénieurs et Techniciens Polonais en France) – był jego pierwszym przewodniczącym.
Zaprojektował m.in. hamulce pneumatyczne dla kolejnictwa, automatyczną zwrotnicę tramwajową i aparat podsłuchowy. W 1902 opatentował schematy śmigłowców wielowirnikowych – w tym śmigłowca z 12 wirnikami.
Był działaczem społecznym i politycznym, ale głównie przemysłowcem i działaczem gospodarczym. Posiadał zakłady przemysłowe na terenie Rosji, Polski i Francji. Był poetą, autorem pamiętników i rozpraw z różnych dziedzin, głównie ekonomiki i polityki. Publikował pod pseudonimem Jastroń.

## Służba w Wojsku Polskim
W 1919 został przyjęty do Wojska Polskiego w charakterze urzędnika wojskowego VI rangi i mianowany szefem wydziału w Polskiej Misji Wojskowej w Paryżu. W 1920 powrócił do Polski i przydzielony został do Sekcji Przemysłu Wojennego w Oddziale IV Sztabu Ministerstwa Spraw Wojskowych. Był uczestnikiem wojny polsko-bolszewickiej w stopniu kanoniera-ochotnika w 1 pułku artylerii polowej Litewsko-Białoruskim w składzie 1 Dywizji Litewsko-Białoruskiej. W 1921 powołany na stanowisko dyrektora Głównego Urzędu Zaopatrzenia Armii.
W październiku 1921 dekretem Naczelnika Państwa i Naczelnego Wodza Józefa Piłsudskiego przemianowany został z urzędnika wojskowego VI rangi na oficera w stopniu generała podporucznika w korpusie oficerów kolejnictwa z użyciem do służby administracyjnej i równoczesnym przeniesieniem w stały stan spoczynku.
Zajmował w rezerwie kluczowe stanowiska w organizacjach gospodarczych i przemyśle: m.in. członka zarządu Zakładów Mechanicznych Ursus, prezesa Elektrobanku i prezesa Polskiego Zgromadzenia Gospodarczego. Pełnił też funkcje kierownicze w syndykacie eksportu broni.

## Ordery i odznaczenia
- Krzyż Komandorski Orderu Odrodzenia Polski
- Krzyż Walecznych (1922)[5]
- Krzyż Oficerski Orderu Legii Honorowej (Francja, 1922)[6]
- Krzyż Komandorski Orderu Gwiazdy Rumunii[7]
- Krzyż Oficerski z Mieczami Orderu Gwiazdy Rumunii[8]